# Скарюпино
Скарю́пино — деревня в Крапивинском районе Кемеровской области. Входит в состав Барачатского сельского поселения.

## География
Центральная часть населённого пункта расположена на высоте 145 метров над уровнем моря.

## Население
По данным Всероссийской переписи населения 2010 года, в деревне Скарюпино проживает 312 человек (157 мужчин, 155 женщин).

## Улицы
- ул. Заречная
- ул. Мартышева
- ул. Нагорная
- ул. Новая
- ул. Садовая
- ул. Совхозная
- ул. Школьная